# Antimima aurasensis
Antimima aurasensis är en isörtsväxtart som beskrevs av H. E. K. Hartmann. Antimima aurasensis ingår i släktet Antimima och familjen isörtsväxter. Inga underarter finns listade i Catalogue of Life.